# هايدكي ميتسوي
هايدكي ميتسوي (باليابانية: 三井秀樹) هو كاتب سيناريو ياباني، ولد في 1963 في تشيبا في اليابان.

## وصلات خارجية
- هايدكي ميتسوي على موقع ANN person (الإنجليزية)